# Mohall, Dakota de Nord
Mohall este sediul comitatului Renville (conform originalului din engleză, Renville County), unul din cele 53 de comitate ale statului american Dakota de Nord. Populația localității fusese de 812 Census 2000. Mohall a fost fondat în 1901.
1. ↑  2010 U.S. Gazetteer Files, accesat în 9 iulie 2020